# Andrei Ivan
Andrei Virgil Ivan (Moreni, 4 de enero de 1997), más conocido como Andrei Ivan, es un futbolista rumano que juega de delantero en el Panserraikos de la Superliga de Grecia. Es internacional con la selección de fútbol de Rumania.

## Selección nacional
Después de ser internacional sub-16, sub-17, sub-19 y sub-21 con la selección de fútbol de Rumania, debutó con la selección absoluta el 17 de noviembre de 2015, en un partido amistoso frente a la selección de fútbol de Italia.

## Clubes
| Club                  | País    | Año       |
| --------------------- | ------- | --------- |
| Universitatea Craiova | Rumania | 2013-2017 |
| FC Krasnodar          | Rusia   | 2017-2019 |
| Rapid Viena (cedido)  | Austria | 2018-2019 |
| Universitatea Craiova | Rumania | 2019-2025 |
| Adanaspor (cedido)    | Turquía | 2025      |
| Panserraikos          | Grecia  | 2025-act. |

## Palmarés

### Títulos nacionales
| Título               | Club                  | País    | Año  |
| -------------------- | --------------------- | ------- | ---- |
| Copa de Rumania      | Universitatea Craiova | Rumania | 2021 |
| Supercopa de Rumania | Universitatea Craiova | Rumania | 2021 |